# 넷로고
넷로고(NetLogo)는 행위자 기반 모델링을 위한 프로그래밍 언어이자 통합 개발 환경(IDE)이다.
넷로고는 우리 윌렌스키가 개발했다. 넷로고는 특히 교육 공동체의 어린이, 프로그래밍 배경이 없지만 관련 현상을 모델링하기 위한 도메인 전문가를 염두에 두고 개발되었다. 수많은 과학 기사들이 넷로고를 사용하여 출판되고 있다.
넷로고 환경은 창발적 탐구를 가능케 한다. 경제학, 생물학, 물리학, 화학, 심리학, 시스템 다이내믹스 등 다양한 분야의 모델을 포함한 확장 모델 라이브러리가 함께 포함되어 있다.